# Століття розуму

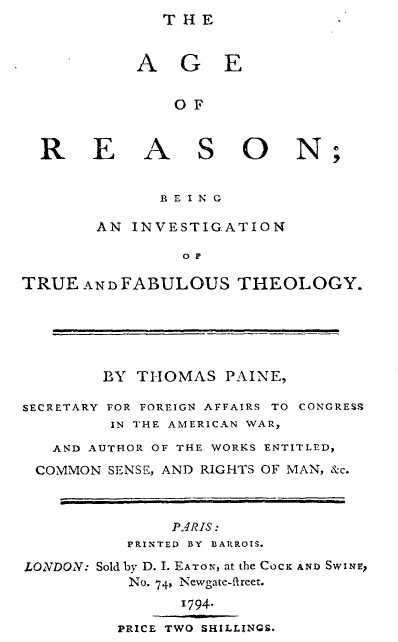
Титульний аркуш англійської версії. Частина перша.

«Століття розуму» (The Age of Reason) — останній із відомих трактатів Томаса Пейна, в якому міститься вельми різка критика Біблії, богослов'я та організованої релігії.
Перша частина трактату була написана Пейном у французькій в'язниці, куди він був ув'язнений якобінцями за засудження страти Людовика XVI. Французький переклад побачив світ раніше англійського оригіналу, 1794 року. Друга частина, написана за порадою Джеймса Монро, вийшла в світ два роки потому.
Хоч Пейн і підкреслював свою віру в «вищу істоту», його деїзм був сприйнятий консервативною американською громадськістю та духовенством як завуальований атеїзм. До кінця життя Пейн став ізгоєм і був змушений відійти від участі в суспільному житті Сполучених Штатів.
Термін «століття розуму» став у США синонімом поняття «епоха Просвітництва». Започаткований Пейном критичний перегляд біблійної традиції був продовжений раціоналістами XIX століття. Часто цитуються рядки з трактату: «Я плекаю щиру огиду до Біблії — як і до всього жорстокого».